# Masters Doubles WCT 1975
Il Masters Doubles WCT 1975 è stato un torneo di tennis giocato sul sintetico indoor. È stata la 3ª edizione del Masters Doubles WCT, che fa parte del World Championship Tennis 1975. Il torneo si è giocato a Città del Messico negli Stati Uniti, dal 30 aprile al 4 maggio 1975.

## Campioni

### Doppio maschile
Brian Gottfried /  Raúl Ramírez ha battuto in finale  Mark Cox /  Cliff Drysdale con il punteggio di 7–6(6), 6(5)–7, 6–2, 7–6(6)